# Erstad kärrs naturreservat
Erstad kärr är ett naturreservat i Jönköpings kommun i Småland.
Området är skyddat sedan 1999 och är 14 hektar stort. Det är beläget på norra delen av Visingsö och består mest av strandäng, fågelkärr och rastlokal för fåglar.
I reservatet har de flesta av landets and- och vadarfåglar noterats och där häckar gravand, rörhöna, strandskata, rödbena, mindre strandpipare, gulärla, tofsvipa och svarthakedopping. I kärret finns dessutom en stor skrattmåskoloni. Under vår och höst rastar stora mängder vadare. 